# Henschel Hs 129
Le Henschel Hs 129 est un avion d'appui conçu et réalisé pendant la Seconde Guerre mondiale par Henschel et employé essentiellement sur le front russe par la Luftwaffe. Il est l'un des rares avions de ce conflit dont on dériva et engagea réellement des versions spécialement conçues pour la destruction des chars de combat (les autres sont le Ju 87G et le Hurricane IID). Le Hs 129 était surnommé « Panzerknacker » : (casseur de chars) et  « Büchsenöffner » (ouvre-boîtes) en allemand.

## Conception
Le Hs 129 était un petit bimoteur léger conçu comme un appareil d'attaque au sol assez comparable au Breguet Br.693 français mais, contrairement à ce dernier, très fortement blindé pour résister à la DCA adverse. Il en résulte un appareil à l'apparence taillée à coup de serpe, avec un nez réduit plongeant dans le but de dégager au maximum la visibilité du pilote vers le sol et un cockpit tellement étriqué du fait de son blindage imposant que certains instruments furent placés directement à l'extérieur de celui-ci. Si sa conception le destinait avant tout à la chasse aux chars, il servit largement dans tout type de mission d'attaque au sol contre tout type de cible (troupes, convois routiers et ferroviaires, concentrations d'artillerie, etc.).
Le Hs 129A possédait des moteurs Argus As 410 jugés trop faibles pour être performants. Par conséquent, après quelques exemplaires de série, il fut remplacé par la version B qui utilisa une motorisation plus puissante, d'origine française : deux moteurs Gnome et Rhône 14M 04/05 de 690 ch chacun.
Le Hs 129B fut utilisé au front à partir de 1942. Cet appareil connut trois sous-versions qui subirent une véritable inflation de l'armement embarqué.
En effet, si l'armement de bord des premières versions Hs 129B-1 était suffisant pour percer le blindage de chars légers, il fut jugé largement  insuffisant pour lutter efficacement contre les tanks moyens et lourds russes tels que les T-34, KV-1 et autres SU-85, et insuffisamment compensé par un armement externe composé de bombes.
La version Hs 129B-2 reçut ainsi tout une gamme d'armement externe composés de bombes légères, de pods contenant quatre mitrailleuses de 7,9 mm et de nacelles contenant un canon MK 101 de 30 mm.
Cette version servit de base au Hs 129B-2/Wa intégrant dans son armement de bord un canon BK3,7 de 37 mm. En raison d'une taille du cockpit encore plus réduite, le dispositif de visée de ce canon se trouvait placé sur le nez de l'avion, à l'extérieur de l'appareil.
Ce canon de 37 mm restant encore insuffisant pour la destruction des chars les plus lourds et requérant un tir de grande précision dans la partie la plus faiblement blindée (bloc moteur) pour être efficace, il fut décidé de créer la version Hs 129B-3/Wa.
Sur cette version, la pièce de 37 mm céda sa place à une pièce de 75 mm (BK7,5) dérivée du canon antichar PaK 40, auquel peu de chars soviétiques pouvaient résister.
Il n'y eut jamais qu'un nombre limité de Hs 129 disponibles : la production resta modeste (moins de 1 000 exemplaires) alors que les pertes étaient élevées du fait de la très grande dangerosité des missions dévolues à ces appareils. De même, les moteurs Gnome et Rhône 14M français, bien que plus puissants que les Argus qu'ils remplaçaient, ne le furent jamais assez pour suivre la surenchère de l'armement, et donc de poids, de cet appareil qui demeura plutôt lent et vulnérable ; le Hs 129 était en outre connu pour son manque de fiabilité et sa fragilité.
À partir de la fin 1943, les Hs 129B furent progressivement remplacés en unité par des Focke-Wulf Fw 190, à l'exception des versions B-2/Wa et B-3/Wa qui furent vraisemblablement utilisées jusqu'à la fin du conflit.

## Utilisateurs
Allemagne
- Luftwaffe

 Hongrie
- Magyar Légierő

 Roumanie
- Forţele Aeriene Române

 Finlande
- Suomen ilmavoimat

 Bulgarie
- Военновъздушни сили

## Les unités de Hs 129

### Unités combattantes
Elles sont peu nombreuses. Fin 1941, la Luftwaffe ne possède que 2 groupes d'assaut (l'appui au sol est principalement l'œuvre des bombardiers en piqué), le II(S)/LG 2 et le III/ZG 1, chacun avec 3 escadrilles de Messerschmitt Bf 109. S'ajoute à cela l'escadrille autonome 10(S)/LG 2 sur sesquiplan Henschel Hs 123.
Début janvier 1942, le II(S)/LG 2 devient I/SchG 1 qui, récupérant l'unité de Hs 123, passe à 4 escadrilles. Assez curieusement, cette escadrille est numérotée 8/SchG 1. En effet, une unité entièrement nouvelle a été constituée, le II/SchG 1, avec 4 escadrilles numérotées 4-5-6 (sur Hs 129) et 7 (sur Hs 123). Ces 2 groupes sont engagés en Russie. En août 1942 apparaît une nouvelle escadrille sur Hs 129, rattachée à une escadre de chasse en Russie, le PzJägSt/JG 51. Courant 1942 également, une autre escadrille sur Hs 129 est créée, le S&PzFlSt Afrika Hs 129, engagé en Afrique comme son nom l'indique. On a donc alors 5 escadrilles de Hs 129 (4 en Russie + 1 en Afrique) et il n'y en aura jamais plus.
En décembre 1942, une nouvelle réorganisation a lieu, consistant en fait en la création d'une nouvelle escadre d'assaut, le SchG 2, rassemblant comme le SchG 1 2 groupes à 4 escadrilles; alors que la majeure partie de la Luftwaffe est organisée autour de groupes à 3 escadrilles, les groupes d'assaut, en effet, en ont 4. Mais cette réorganisation donne lieu à un autre changement : le II/SchG 1, qui jusqu'alors rassemblait la quasi-totalité des Hs 129, voit ses escadrilles réparties entre les 4 groupes d'assaut, dont chacun comprendra donc désormais 3 escadrilles de monomoteurs Fw 190 et 1 de bimoteurs Hs 129. Pour ce faire, le 4/SchG 1 passe au I/SchG 1 (en tant que 4(Pz)/SchG 1) dont le 8/SchG 1 devient 6/SchG 1 converti sur Fw 190 et rattaché au II/SchG 1, le 5/SchG 1 devient 8(Pz)/SchG 2 et le 6/SchG 1 devient 8(Pz)/SchG 1; quant au S&PzFlSt Afrika Hs 129, il devient 4(Pz)/SchG 2. Maintenant les numérotations internes sont correctes, les groupes I ayant les escadrilles 1-2-3-4 et les groupes II les escadrilles 5-6-7-8. Seule irrégularité, le 7/SchG 1 est sur Hs 123, dont il est la dernière escadrille. À l'exception du 8(Pz)/SchG 2, le II/SchG 2 est une formation entièrement nouvelle.
La grande réorganisation de l'aviation d'appui en octobre 1943 rassemble tous les Hs 129 dans un IV(Pz)/SG 9 par les redésignations suivantes : le 10(Pz)/SG 9 est l'ex-4(Pz)/SchG 1, le 11(Pz)/SG 9 est l'ex-8(Pz)/SchG 1, le 12(Pz)/SG 9 est l'ex-4(Pz)/SchG 2, le 13(Pz)/SG 9 est l'ex-8(Pz)/SchG 2 et le 14(Pz)/SG 9 est l'ex-PzJägSt/JG 51.
Début janvier 1944, le 11(Pz)/SG 9 devient EKdo 26 et est retiré du front pour étudier des armements nouveaux. En juillet 1944, un StzPu IV(Pz)/SG 9 existe durant une quinzaine de jours. En novembre, le 12(Pz)/SG 9 passe sur Fw 190 pour devenir 1(Pz)/SG 9 en janvier 1945. En décembre 1944, le 10(Pz)/SG 9 a reçu quelques Fw 190 qu'il a rendus avant la fin du mois. Lors du déclenchement de l'offensive russe du 13 janvier 1945, le IV(Pz)/SG 9 ne possède donc plus que 3 escadrilles de Hs 129 (10+13+14). Mais quelques jours plus tard, il est surpris au sol par les blindés russes et presque tous les Hs 129 (dont tous ceux à canon de 75 mm) sont perdus. Le 3 avril 1945, un nouveau 11(Pz)/SG 9 est créé (ex-13/SG 151) mais sur Fw 190 semble-t-il, tandis que le 23 avril le 14(Pz)/SG 9 est dissous. Fin avril 1945, le IV(Pz)/SG 9 a donc toujours 3 escadrilles comme en janvier (10+11+13) avec les derniers Hs 129 mais son équipement principal est le Fw 190, situation inchangée jusqu'à la capitulation.

### Unités non-combattantes
Un très petit nombre de Hs 129 servit à des essais ou à l'entraînement. En janvier 1944, le 11(Pz)/SG 9 devint EKdo 26 comme on l'a vu plus haut. Cette formation expérimentale fut redésignée ErgSt/SG 151 en février 1945. Ce SG 151, unité d'entraînement, avait reçu quelques Hs 129 dans son groupe III durant quelques jours de février 1944. Le III/SG 151 absorba d'ailleurs en avril 1944 le 4(Pz)/SG 152 qui devait posséder quelques Hs 129. En mai 1944 on créa le PzSt/SG 151 sur Hs 129 en prélevant ceux du III/SG 151. Ce PzSt/SG 151 devint en juillet 1944 14(Pz)/SG 151. En octobre 1944, le II/SG 151 reçut peut-être quelques Hs 129, peut-être ceux du 14(Pz)/SG 151 qui est alors déséquipé et dissous. Mais en février 1945 apparaît un ErgSt/SG 151 sur Hs 129 qui n'est autre que l'ex-EKdo 26 (l'existence d'une unité Ergänzung prouve que des Hs 129 étaient encore en première ligne). Dès novembre 1943, on avait constitué le 3(Pz)/SG 152 sur Hs 129 et Ju 87G mais cette escadrille fut absorbée par le SG 151 en août 1944.
Le maintien de l'été 1942 au printemps 1945 d'un maximum de 5 escadrilles de combat d'une dizaine d'avions a absorbé les 800 exemplaires produits, soit une consommation moyenne de 160 appareils par escadrille ! Il conviendrait de tenir compte d'un petit lot livré à la Roumanie pour équiper son 8e Groupe d'assaut (Escadrilles 41 + 42 + 60 et peut-être la 43).
Un nombre d'exemplaires furent livrés à la Hongrie, Bulgarie ainsi qu'à la Finlande en été 1943.
Rétrospectivement, on peut dire que la formule du Hs 129, à savoir un bimoteur léger aux performances sensiblement inférieures à celles des chasseurs contemporains mais fortement blindé et armé d'un puissant canon antichar, a connu un descendant moderne : le Fairchild A-10 Thunderbolt II américain...

## Sources
Bibliographie
- (en) Dénes Bernád, Henschel Hs 129 in action, Carrollton, TX, Squadron/Signal Publications, coll. « Aircraft » (no 176), 2001, 49 p. (ISBN 978-0-897-47428-3, OCLC 48250234).
- (en) Denes Bernad, Henschel Hs 129, City, Midland Pub Ltd, 2007 (ISBN 978-1-857-80238-2, OCLC 150371878).
- Przemysław Chorążykiewicz, Henschel Hs 129. Sandomierz, Poland/Redbourn, Royaume-Uni: Mushroom Model Publications, 2008.  (ISBN 83-89450-46-1).
- (en) William Green et Dennis Punnett, The warplanes of the Third Reich, London, Macdonald & Co, 1970, 672 p. (ISBN 978-0-356-02382-3).
- (pl) Benedykt Kempski, Samolot szturmowy Henschel Hs 129 (Typy Broni i Uzbrojenia No.214). Warszawa, Poland: 2004.  (ISBN 83-11-10010-1).
- (en) Martin Pegg, Eddie Creek, Thomas A. Tullis, et Bentley: Hs 129: Panzerjäger! (Classic series, No. 2) West Sussex, Royaume-Uni: Classic Publications, 1997.  (ISBN 0-9526867-1-6).
- (en) J. Richard Smith, The Henschel Hs 129 (Aircraft in Profile No.69). Leatherhead, Surrey, Royaume-Uni: Profile Publications Ltd., 1966.
- (en) J Richard Smith et Antony L. Kay, German aircraft of the Second World War, London, Putnam, 1972, 754 p. (ISBN 978-0-370-00024-4).
- (cs + en) Petr Stachura, Dénes Bernád et Dan Haladej, Henschel Hs 129. Prague, Czech Republic: MBI, 1993 (second edition 1996 bilingual Czech/English).  (ISBN 80-901263-4-0).
- (en) Tony Wood et Bill Gunston, Hitler's Luftwaffe : a pictorial history and technical encyclopedia of Hitler's air power in World War II, London, Salamander Books, 1977, 248 p. (ISBN 978-0-861-01005-9 et 978-0-517-22477-9, OCLC 4135156).
- Enzo Angelucci et Paolo Matricardi, Multiguide aviation – Les avions : 3/ la seconde guerre mondiale – France, Allemagne, Angleterre, etc., Elsevier Sequoia, 1978, 320 p. (ISBN 978-2-80030245-4), p. 155.